# Aleksander Sochaczewski

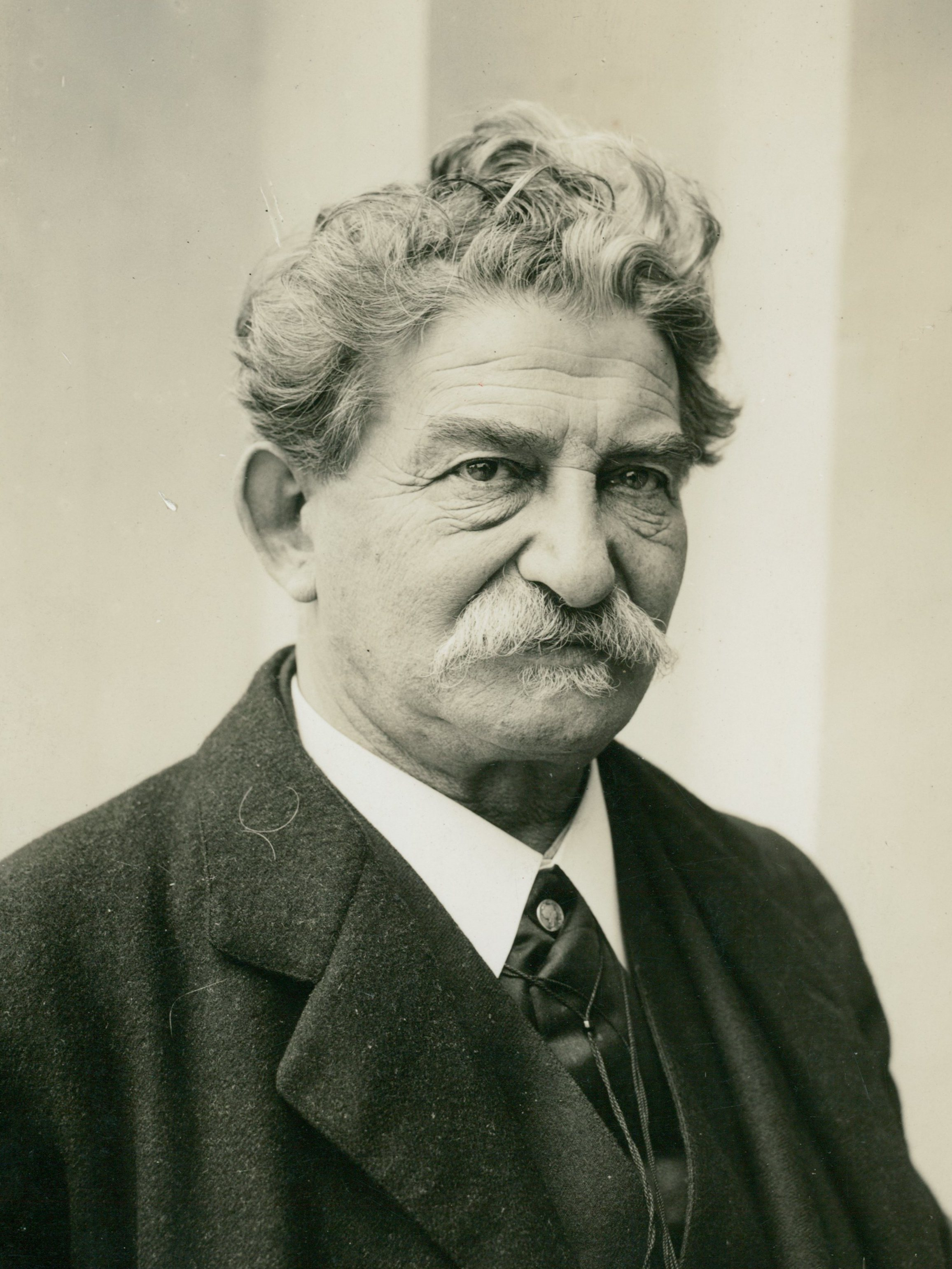
Aleksander Sochaczewski

Aleksander Sochaczewski (eigentlich Sonder Lajb; * 3. Mai 1843 in Iłów, heutiger Landkreis Sochaczew, damals Kongreßpolen; † 15. April 1923 in Biedermannsdorf) war ein polnischer Maler jüdischer Herkunft, der an den Vorbereitungen zum Januaraufstand gegen das Russische Reich teilgenommen hatte. 
Sochaczewski studierte ab 1858 Malerei an der Warschauer Kunstakademie. Er wurde als Student politisch aktiv und kämpfte für die polnische Unabhängigkeit.
Am 1. September 1862 wurde er verhaftet und in die Zitadelle zu Warschau gebracht. In seiner Wohnung wurden Waffen, Formen zum Gießen von Kugeln, Zeitungen und Flugblätter mit konspirativem und revolutionärem Inhalt gefunden. Aufgrund dieser Beweisstücke wurde er am 24. April 1863 zum Tode verurteilt. Die Strafe wurde unter Zar Alexander II. in eine 20-jährige Verbannung nach Sibirien umgewandelt. Bekannt sind seine Gemälde von den Verbannten und der Zwangsarbeit im sibirischen Exil.
Nach der Rückkehr aus Sibirien siedelte er nach München über. Später wohnte er in Brüssel und ließ sich ab 1901 dauerhaft in Wien nieder. Seine Tochter ist die Biologin und Schriftstellerin Annie Harrar.

## Galerie

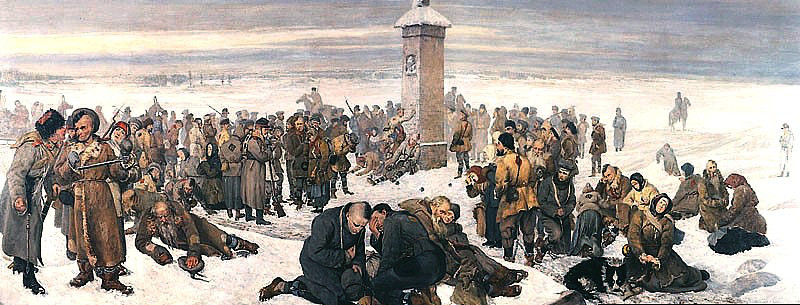
„Abschied von Europa“ 1863 (der Künstler befindet sich unter den Gefangenen, rechts nahe dem Obelisk)
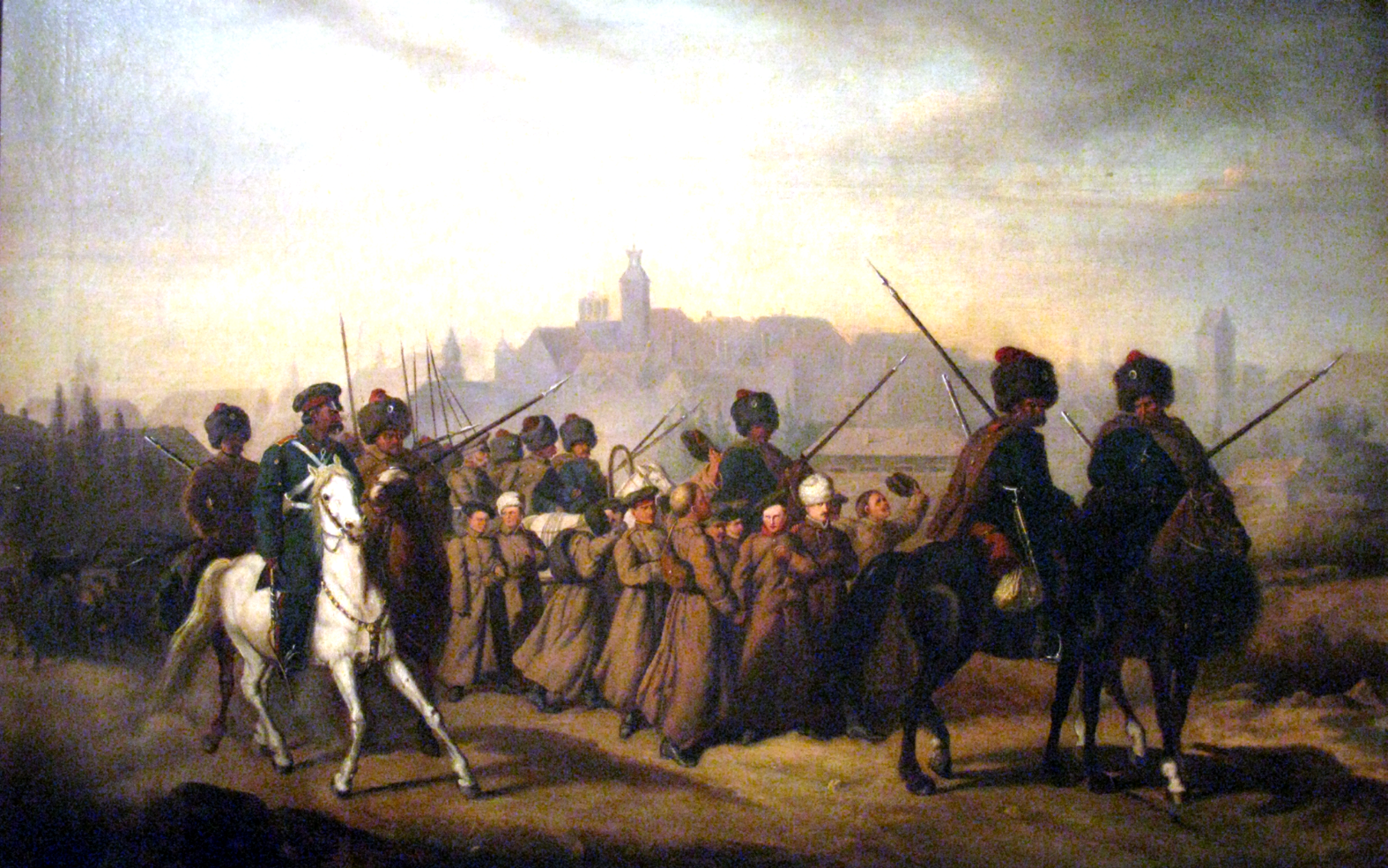
„Branka“ (Einberufung von jungen Polen in das russisch-kaiserliche Heer 1863).
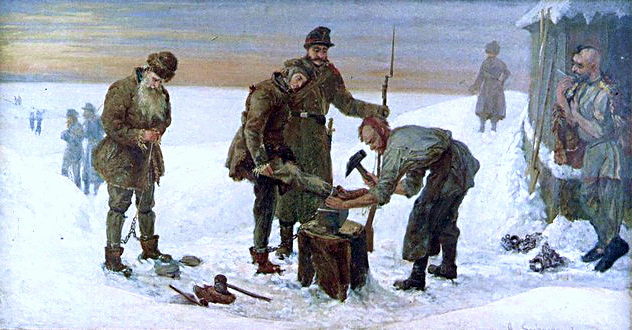
Gemälde vor 1923 von einer Szene in Sibirien